# Vid fals
În teoria cuantică a câmpurilor, un vid fals este un vid ipotetic care nu se dezintegrează activ, dar cumva nu este însă complet stabil („metastabil”). Poate dura o perioadă foarte lungă de timp în acea stare (o proprietate cunoscută sub numele de metastabilitate) și, în cele din urmă, poate trece într-o stare mai stabilă, un eveniment cunoscut sub numele de dezintegrarea falsă a vidului sau eveniment de metastabilitate a vidului. Cea mai comună sugestie a modului în care s-ar putea întâmpla o astfel de schimbare se numește nucleație cu bule - dacă o regiune mică a universului a ajuns din întâmplare la un vid mai stabil, această „bulă” (numită și „săritură”) s-ar răspândi .
Un vid fals există la o minimă locală de energie și, prin urmare, nu este stabil, spre deosebire de un vid adevărat, care există la o minimă globală de energie și este stabil.
O fluctuație cuantică care a durat prea mult într-un vid fals ar fi dus la materializarea din nimic a Universului nostru.
Big Slurp  - este o teorie care susține că universul există în prezent într-un vid fals și că acesta ar putea deveni un vid adevărat în orice moment. Un vid adevărat există atât timp cât universul există în starea sa cea mai scăzută de energie, caz în care teoria vidului fals este irelevantă. Cu toate acestea, dacă vidul nu se află cu adevărat în starea sa cea mai scăzută de energie (un vid fals), ar putea trece printr-un efect tunel la o stare de energie mai mică. Aceasta este dezintegrarea vidului care are potențialul de a modifica în mod fundamental universul nostru; în scenarii mai îndrăznețe, chiar și diferitele constante fizice ar putea avea valori diferite, afectând grav fundamentele materiei, energiei și spațiului-timp. De asemenea, este posibil ca toate structurile să fie distruse instantaneu, fără niciun fel de avertisment.